# المعهد التكنولوجي العالي (مصر)
المعهد التكنولوجى العالي (بالإنجليزية: Higher Technological Institute - باختصار:HTI)‏ معهد عالٍ مصري يتبع القطاع الخاص، أنشأه الدكتور مصطفى كامل في مصر عام 1988 طبقا للقانون رقم 52 لعام 1970 وتوجد به ثلاثة تخصصات هم الهندسة وإدارة الأعمال والحاسبات والمعلومات، ويوجد في مدن: العاشر من رمضان، السادس من أكتوبر، مرسى مطروح.

## الفروع

### فرع العاشر من رمضان
يحتوي المعهد حاليا على 3 تخصصات هي: شعبة الهندسة، شعبة إدارة الأعمال، وشعبة علوم الحاسب.
أقسام الهندسة
ويحتوي على 7 أقسام وهي :
- قسم الهندسة الكهربائية والحاسبات :

207 وحدة مقسمين كالآتي: 44 وحدة اعدادي, 82.5 وحدة مرحلة الدبلوم, 80.5 وحدة مرحلة البكالوريوس.
- قسم الهندسة الميكانيكية وشعبتها الميكاترونكس  :

207 وحدة مقسمين كالآتي:
44 وحدة اعدادي، 82.5 وحدة مرحلة الدبلوم، 80.5 وحدة مرحلة البكالوريوس.
- قسم الهندسة الطبية

205 وحدة مقسمين كالآتي:
44 وحدة اعدادي،80.5 وحدة مرحلة الدبلوم،80.5 وحدة مرحلة البكالوريوس.
- قسم الهندسة المدنية

211 وحدة مقسمين كالآتي:
44 وحدة اعدادي, 83.5 مرحلة الدبلوم, 83.5 مرحلة البكالوريوس.
- قسم الهندسة المعمـارية

209 وحدة عبارة عن:
44 اعدادي، مرحلة الدبلوم (81.5 وحدة) مرحلة البكالوريوس (5, 83 وحدة)
- قسم الهندسة الكيميائية

200 وحدة مقسمين كالآتي: 41 وحدة اعدادي, 80.5 وحدة مرحلة الدبلوم, 78.5 وحدة مرحلة البكالوريوس.
- قسم هندسة النسيج

200 وحدة مقسمين كالآتي: 41 وحدة اعدادي, 80.5 وحدة مرحلة الدبلوم, 78.5 وحدة مرحلة البكالوريوس.
شعبة إدارة الأعمال
1. قسم إدارة الأعمال
2. قسم المحاسبة
3. قسم الاقتصاد
4. قسم التسويق
5. قسم نظم المعلومات

### فرع السادس من أكتوبر[2]
ويحتوى قسم الهندسة على 4 أقسام وهي:
1. قسم الهندسة الكهربائية والحاسبات
2. قسم الهندسة الميكانيكية وشعبتها السيارات
3. قسم الهندسة المدنية
4. قسم الهندسة المعمـارية

### فرع مرسى مطروح[2]
بها قسم واحد وهو قسم إدارة الأعمال التكنولوجية والمعلومات

## روابط خارجية
- الموقع الرسمي
- بيان بالجامعات والمعاهد المقيدة بالنقابة
- بيان بالمعاهد الخاصة المعتمده من المجلس الاعلى للجامعات